# 북구 을 (광주)
광주 북구 을은 대한민국의 국회의원 선거구이다. 광주광역시 북구 일부를 관할한다. 현 지역구 국회의원은 더불어민주당의 전진숙이다.

## 역사
1992년 대한민국 제14대 국회의원 선거를 앞두고 북구 선거구가 갑, 을로 분구되면서 신설되었다. 신설 당시 유동, 누문동, 북동, 임동, 신안동, 용봉동, 동운동, 서산동, 본촌동, 우치동, 삼소동이 북구 을으로 묶이고 나머지는 북구 갑이 되었다. 
2016년 대한민국 제20대 국회의원 선거를 앞두고 임동과 오치동이 북구 갑 선거구로 넘어갔다.

## 관할 구역
| 대수      | 관할 구역 |
| --------- | --- |
| 14대      | 북구 유동, 누문동, 북동, 임동, 신안동, 용봉동, 동운1동, 동운2동, 서산동, 본촌동, 우치동, 삼소동                  |
| 15대      | 북구 유동, 누문동, 북동, 임동, 신안동, 용봉동, 동운1동, 동운2동, 동운3동, 서산동, 오치동, 본촌동, 우치동, 삼소동 |
| 16대      | 북구 임동, 용봉동, 운암1동, 운암2동, 운암3동, 동림동, 서산동, 매곡동, 오치1동, 오치2동, 건국동                   |
| 17대~19대 | 북구 임동, 용봉동, 운암1동, 운암2동, 운암3동, 동림동, 삼각동, 일곡동, 매곡동, 오치1동, 오치2동, 건국동           |
| 20대~21대 | 북구 용봉동, 운암1동, 운암2동, 운암3동, 동림동, 삼각동, 일곡동, 매곡동, 건국동, 양산동                           |
| 22대~     | 북구 용봉동, 운암1동, 운암2동, 운암3동, 동림동, 삼각동, 일곡동, 매곡동, 건국동, 양산동, 신용동                   |

## 역대 국회의원
| 선거   | 정당 | 정당           | 의원   |
| ------ | ---- | -------------- | ------ |
| 1992년 |      | 민주당         | 이길재 |
| 1996년 |      | 새정치국민회의 | 이길재 |
| 2000년 |      | 새천년민주당   | 김태홍 |
| 2004년 |      | 열린우리당     | 김태홍 |
| 2008년 |      | 통합민주당     | 김재균 |
| 2012년 |      | 민주통합당     | 임내현 |
| 2016년 |      | 국민의당       | 최경환 |
| 2020년 |      | 더불어민주당   | 이형석 |
| 2024년 |      | 더불어민주당   | 전진숙 |

## 역대 선거 결과

### 대한민국 제14대 국회의원 선거
|  | 85.67% |

|  | 7.90% |

|  | 3.25% |

|  | 3.15% |

### 대한민국 제15대 국회의원 선거
|  | 89.53% |

|  | 6.21% |

|  | 3.49% |

|  | 0.74% |

### 대한민국 제16대 국회의원 선거
|  | 88.49% |

|  | 7.52% |

|  | 2.53% |

|  | 1.44% |

### 대한민국 제17대 국회의원 선거
|  | 55.70% |

|  | 34.46% |

|  | 7.09% |

|  | 1.13% |

|  | 0.75% |

|  | 0.62% |

|  | 0.21% |

### 대한민국 제18대 국회의원 선거
|  | 79.23% |

|  | 12.21% |

|  | 6.91% |

|  | 1.63% |

### 대한민국 제19대 국회의원 선거
|  | 61.02% |

|  | 18.56% |

|  | 18.45% |

|  | 1.95% |

### 대한민국 제20대 국회의원 선거
|  | 55.29% |

|  | 35.55% |

|  | 3.99% |

|  | 2.28% |

|  | 2.05% |

|  | 0.81% |

### 대한민국 제21대 국회의원 선거
|  | 78.82% |

|  | 11.12% |

|  | 3.28% |

|  | 2.97% |

|  | 1.95% |

|  | 0.93% |

|  | 0.50% |

|  | 0.38% |

### 대한민국 제22대 국회의원 선거
|  | 72.11% |

|  | 16.34% |

|  | 7.12% |

|  | 3.37% |

|  | 1.04% |